# رايموند روبرت فورستر
رايموند روبرت فورستر (بالإنجليزية: Raymond Robert Forster)‏ هو عالم حشرات نيوزلندي، ولد في 19 يونيو 1922 في هاستينجس في نيوزيلندا، وتوفي في 1 يوليو 2000 في دنيدن في نيوزيلندا.